# Temple Cloud with Cameley
Temple Cloud with Cameley är en civil parish i Bath and North East Somerset, Storbritannien. Den ligger i grevskapet Somerset och riksdelen England, i den södra delen av landet, 170 km väster om huvudstaden London.
Den består av byarna Temple Cloud och Cameley.